# Liste der Monuments historiques in Bischwiller
Die Liste der Monuments historiques in Bischwiller führt die Monuments historiques in der französischen Gemeinde Bischwiller auf.

## Liste der Bauwerke
| Bezeichnung                   | Beschreibung              | Standort                 | Kennzeichnung | Schutzstatus | Datum | Bild           |
| ----------------------------- | ------------------------- | ------------------------ | ------------- | ------------ | ----- | -------------- |
| Ehemalige fürstliche Apotheke | Fachwerkhaus, erbaut 1681 | 2, rue du Conseil (Lage) | PA00084624    | Inscrit      | 1987  | weitere Bilder |

## Liste der Objekte
| Bezeichnung                | Beschreibung                                                                                      | Standort                              | Kennzeichnung | Schutzstatus   | Datum     | Bild           |
| -------------------------- | ------------------------------------------------------------------------------------------------- | ------------------------------------- | ------------- | -------------- | --------- | -------------- |
| Orgel                      | Ensemble aus PM67000994 und PM67000027                                                            | in der protestantischen Kirche (Lage) | PM67000993    | Inscrit Classé | 1976 1973 | weitere Bilder |
| Orgelprospekt              | Orgel von Andreas Silbermann, 1723 bis 1729 gebaut, 1853 und 1867 von Stiehr-Mockers überarbeitet | in der protestantischen Kirche (Lage) | PM67000994    | Inscrit        | 1976      | weitere Bilder |
| Instrumentalteil der Orgel | Orgel von Andreas Silbermann, 1723 bis 1729 gebaut, 1853 und 1867 von Stiehr-Mockers überarbeitet | in der protestantischen Kirche (Lage) | PM67000027    | Classé         | 1973      | weitere Bilder |